# Canoë-kayak freestyle

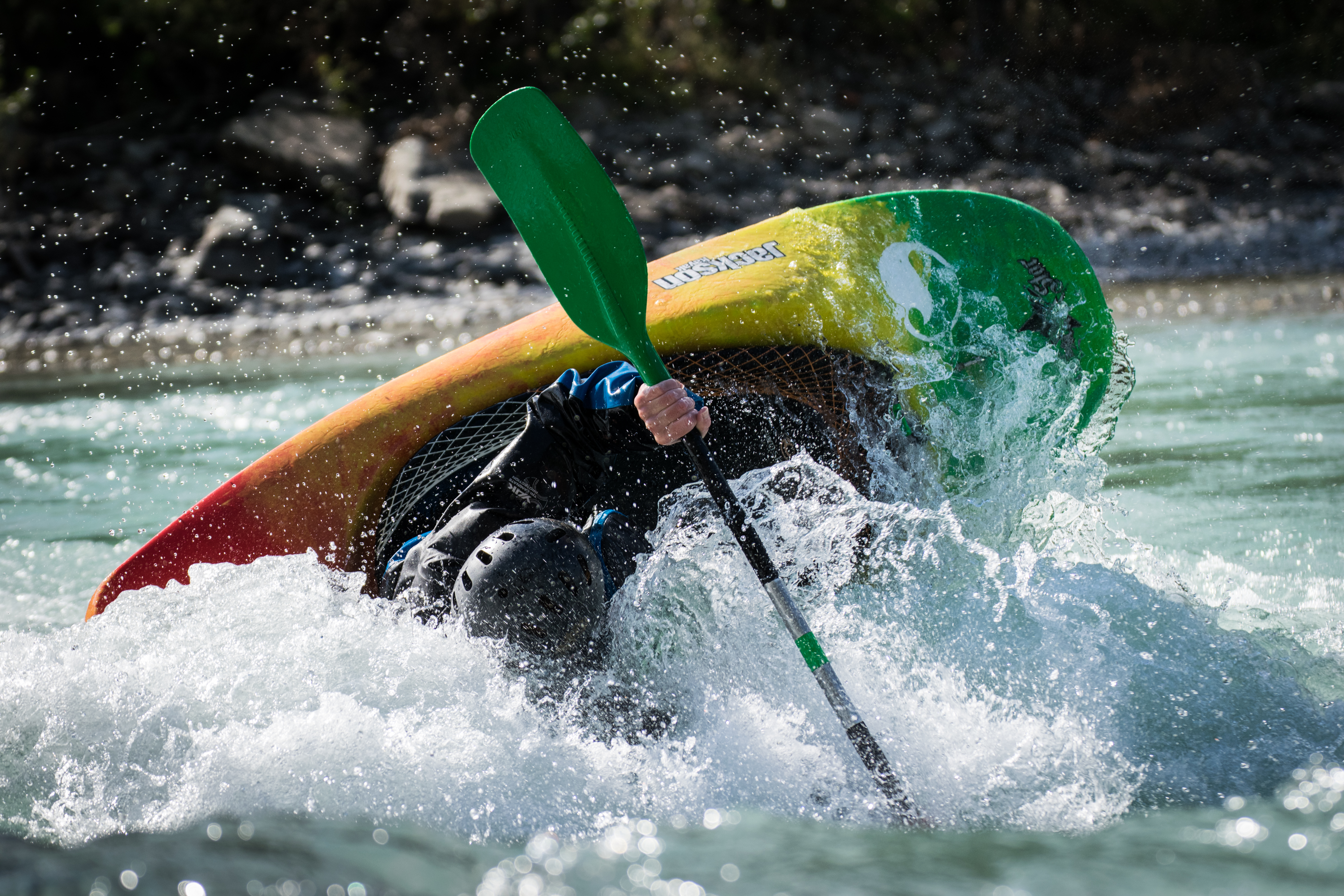
Kayakiste faisant du freestyle au stade d'eau vive de Saint-Clément-sur-Durance, sur la Durance (France).

## Présentation
Le freestyle, nommé à l'origine rodéo, est une discipline du canoë-kayak dédiée à l'exécution de figures acrobatiques en eaux vives, autour de barrages ou en rivières, avec un kayak ou un canoë. 

## Définition
L'objectif en compétition est de réaliser un maximum de figures différentes en 45 secondes dans une vague ou un rouleau statique. Chaque figure est associée à un nombre de points en lien avec sa difficulté d'exécution. L'exécution des figures peut être bonifiée de par leur, ou par la limitation du nombre d'appuis sur l'eau avec la pagaie. Il existe une grande variété de figures définies dans un règlement en constante évolution. 
Nommée à l'origine rodéo, la discipline est issue d'une pratique ludique de l'eau-vive et s'est progressivement institutionnalisée. Elle est aujourd’hui reconnue en France par la Fédération française de canoë-kayak, au niveau européen par l'Association européenne de canoë, et au niveau mondial par la Fédération internationale de canoë. En novembre 2021, le freestyle est officiellement reconnu comme discipline sportive à caractère de haut-niveau. 
Les embarcations utilisées ont des formes radicales détonants des formes traditionnelles. Les bateaux sont courts et avec des carres vives, ont un volume essentiellement positionné au niveau de l'hiloire, des pointes fines et sont un gironnés. Ces formes permettent de faciliter les rotations dans les trois dimensions et de permettre un effet bouchon. Les pagaies sont larges pour faciliter la prise d'appui et l'équilibre. 
Comme au skate, il existe différentes figures de base. La chandelle consiste à lever verticalement le kayak, grâce à la poussée d'Archimède et à la forme de ce dernier, l'embarcation peut sortir complètement de l'eau et faire un saut. Le cartwheel (en anglais "faire la roue") est une chandelle mais qui bascule sur l'autre pointe du kayak. Des cartwheel enchainés donnent l'effet de roue.  

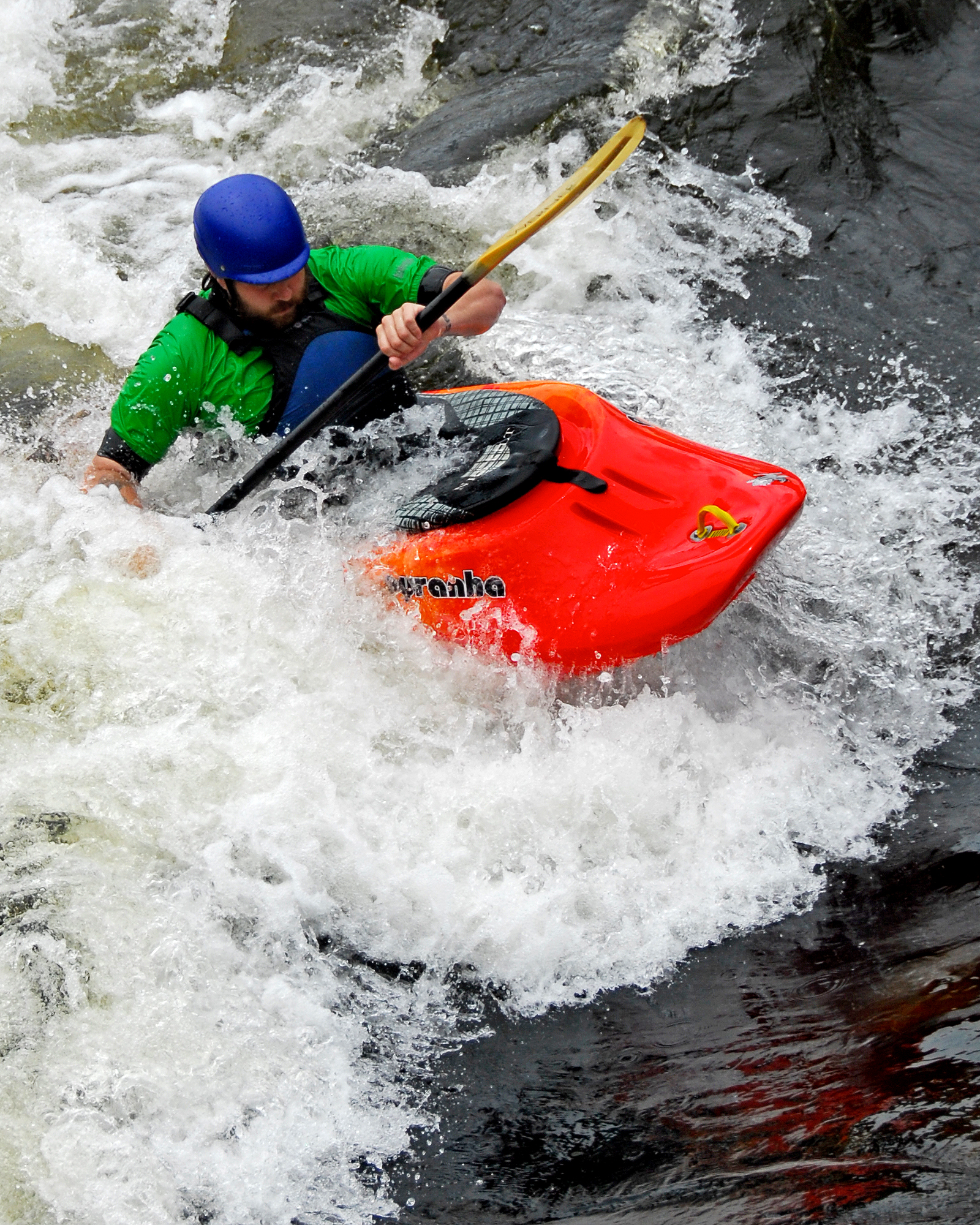
Kayak freestyle
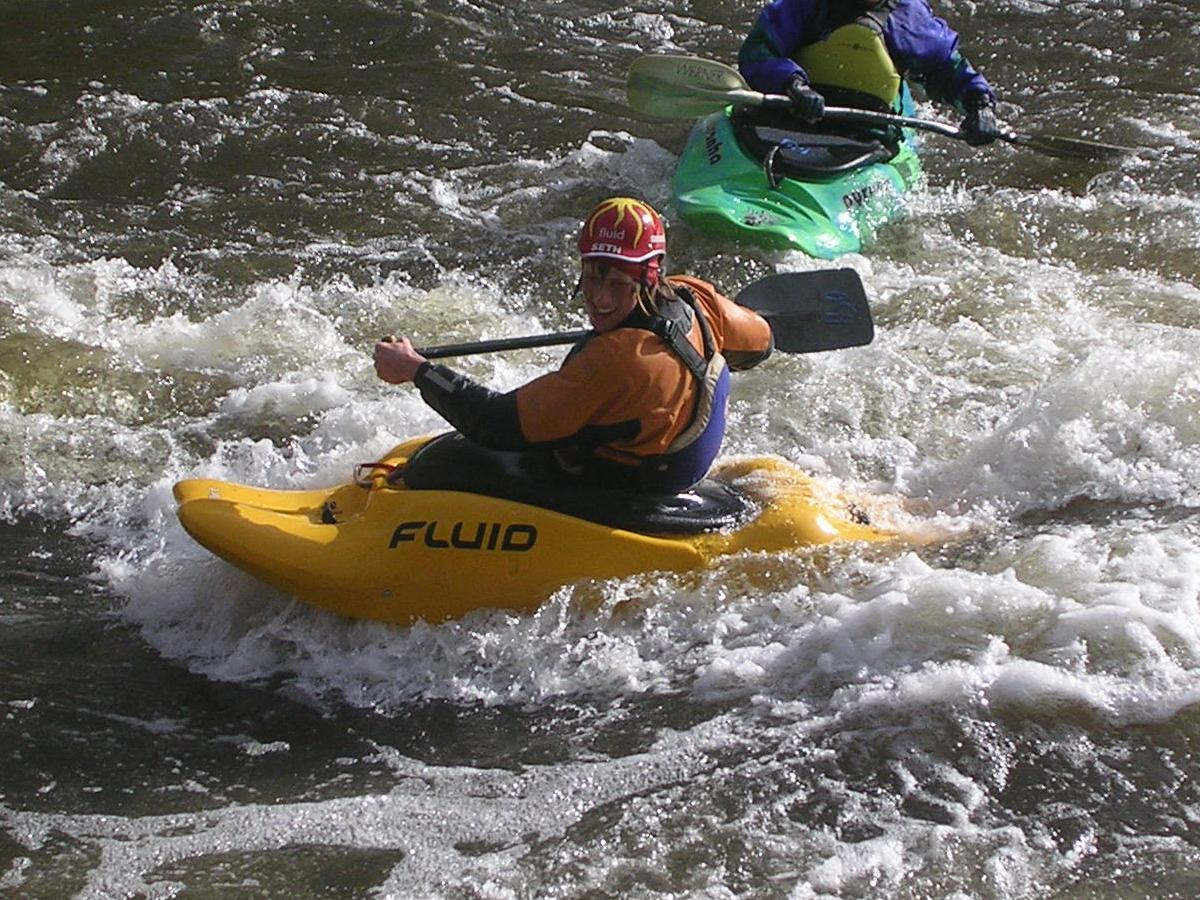
Canoë freestyle
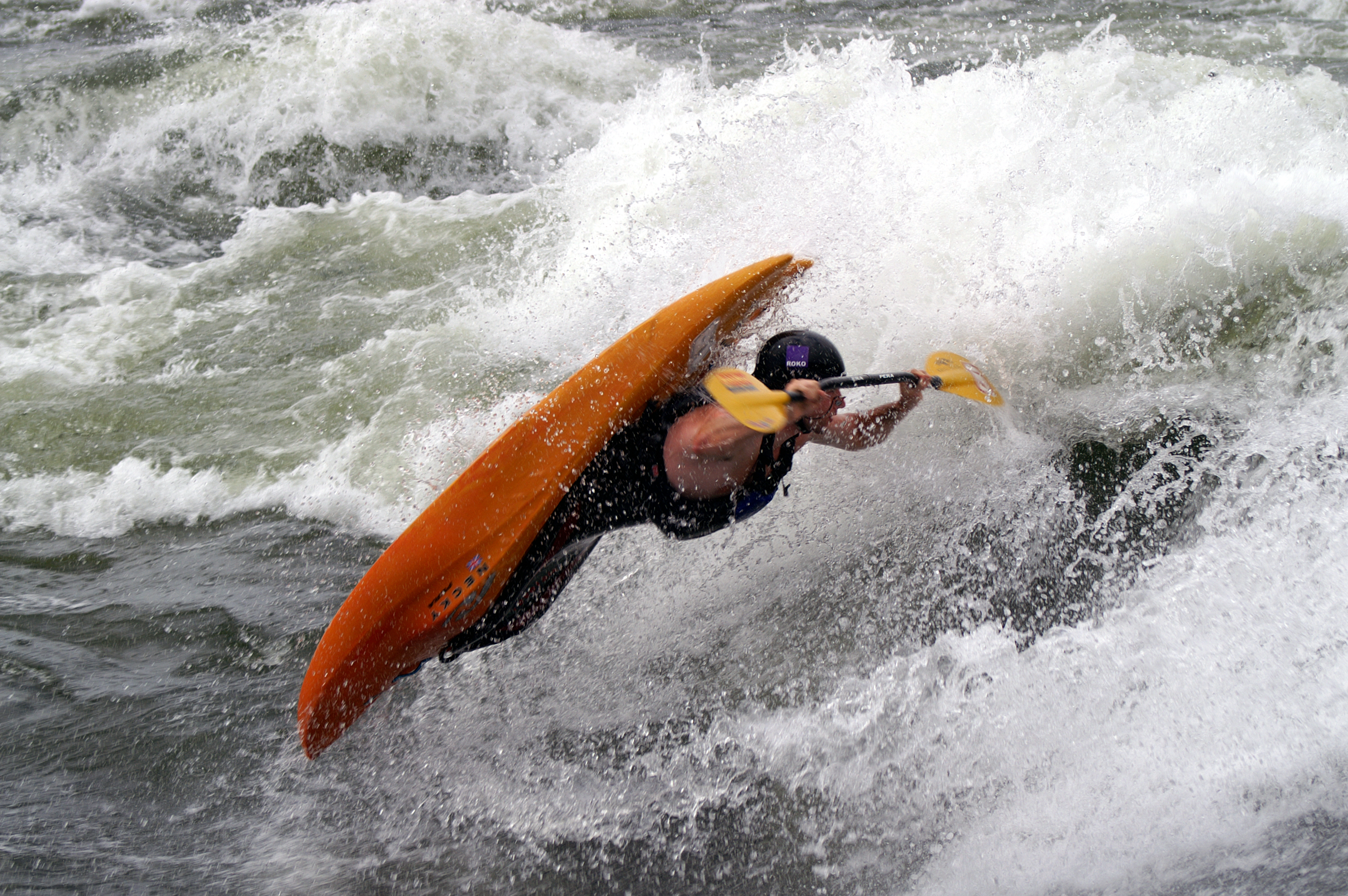
Le champion James Reeves réalise un air screw en Ouganda
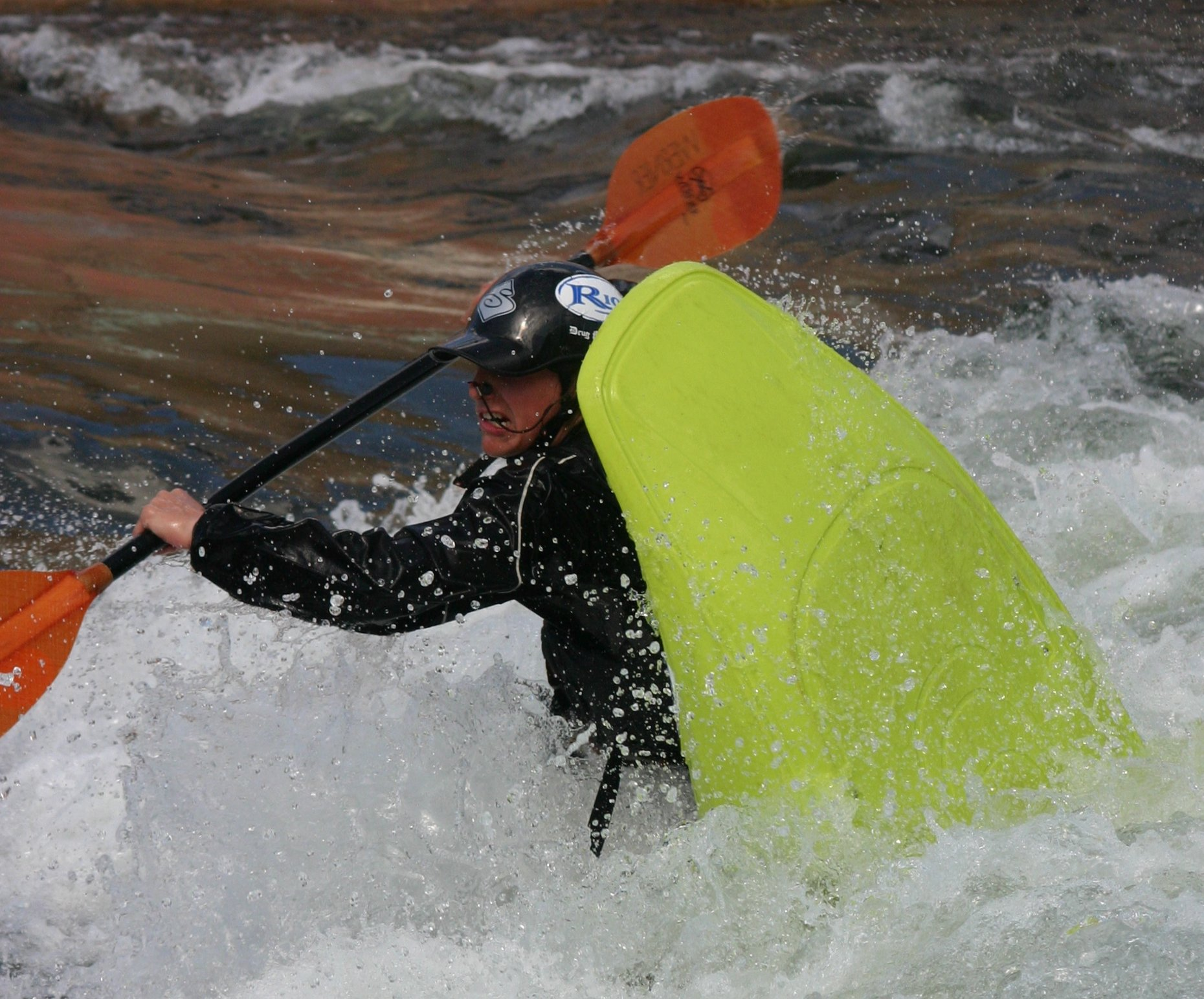
Début de loop
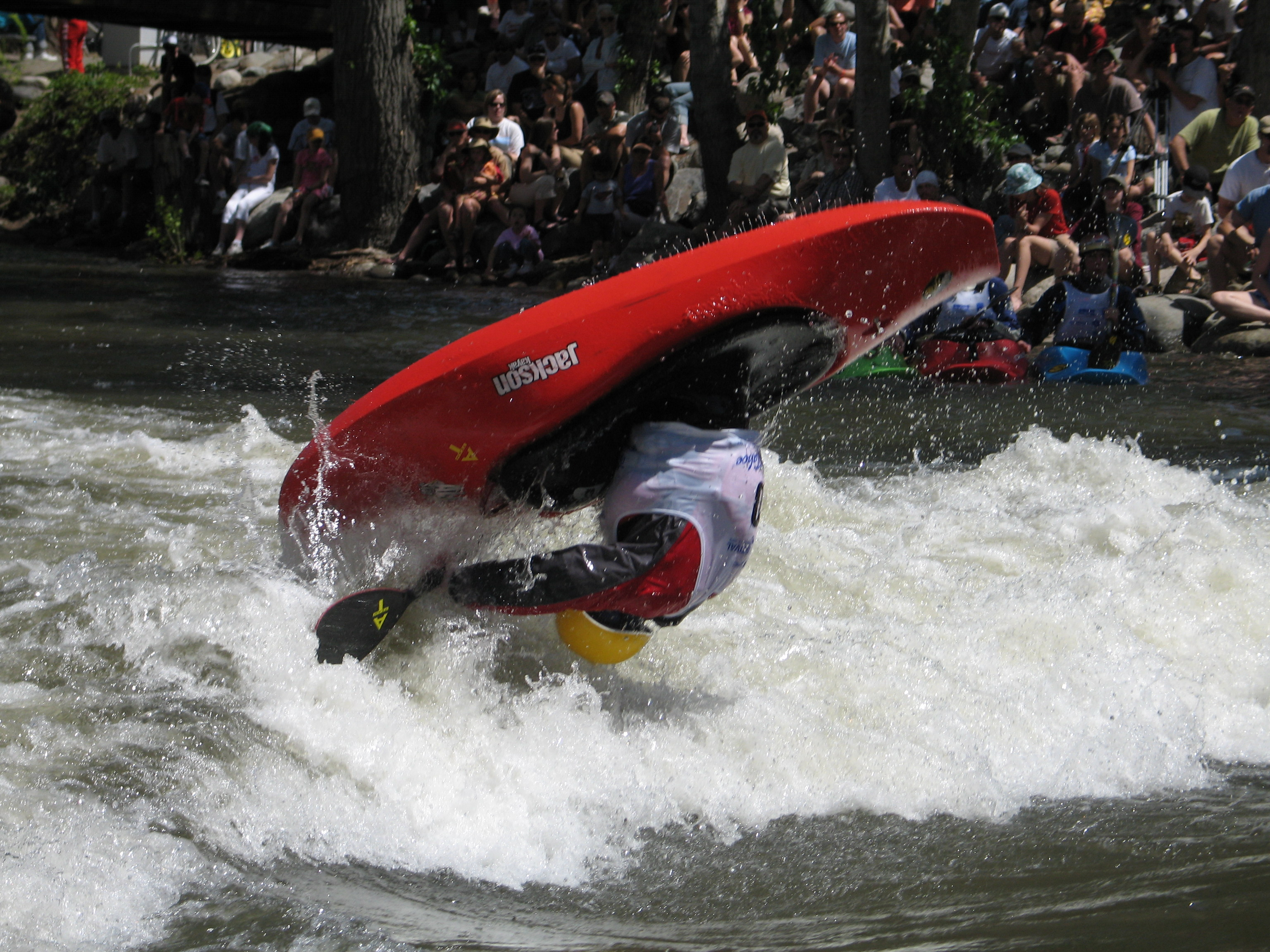
Un air loop au Festival Reno River

## Histoire
A la base, le kayak était un moyen de transport de personnes, de marchandises, de pêche et de chasse des Inuits et Yupiks en Alaska. Quant au canoë, son origine est typiquement canadienne. 
Il a été importé en Europe au XVIè siècle dès sa découverte par Jacques Cartier . Aujourd'hui, leur modèle est copié partout dans le monde et adapté aux besoins des populations (pirogue, barque...). Les compétitions débutent au XXè siècle, au même moment que l'exploration et l'ouverture des rivières françaises. 

## Compétitions nationales

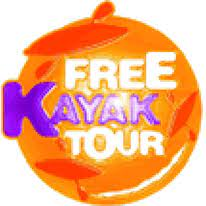
Logo du Free Kayak Tour

Le Free Kayak Tour constitue la Coupe de France de canoë-kayak freestyle, organisée sous l'égide de la Fédération française de canoë-kayak et de la commission nationale de freestyle depuis 2001. 
Il est organisé tous les ans à partir de 2001. Le classement s'opère à l'issue de plusieurs étapes nationales et régionales. Le pagayeur de chaque catégorie qui possède le plus de points à l'issue de la saison remporte le Free Kayak Tour.
La compétition est organisée pour les femmes et hommes, dans les catégories Cadet, Junior, Sénior et Vétéran en kayak et en canoë.
| Année | K1 homme sénior  | K1 dame sénior   | C1 homme sénior    |
| ----- | ---------------- | ---------------- | ------------------ |
| 2022  | en cours         | en cours         | en cours           |
| 2021  | Tom Dollé        | Océane Michaud   | Tom Dollé          |
| 2020  | non décerné      | non décerné      | non décerné        |
| 2019  | Sébastien Devred | Marlène Devillez | Tom Lay            |
| 2018  | Fabien Lanao     | Marlène Devillez | Jean-Yves Moustrou |
| 2017  | Sébastien Devred | Marlène Devillez | Sébastien Devred   |
| 2016  | Thomas Richard   | Marlène Devillez | Jean-Yves Moustrou |
| 2015  | Mathieu Dumoulin | Marlène Devillez | Sébastien Devred   |
| 2014  |                  |                  |                    |
| 2013  |                  |                  |                    |
| 2012  | Gaël Kernin      | Marlène Devillez | Jonathan Suc       |
| 2011  |                  |                  |                    |
| 2010  |                  |                  |                    |
| 2009  | Gaël Kernin      | Marlène Devillez | Alexandre Besseau  |
| 2008  |                  |                  |                    |
| 2007  |                  |                  |                    |
| 2006  | Thomas Maxime    | Amélie Bruet     | Marc Girardin      |
| 2005  | Benjamin Durand  | Virginie Troutet | Cédric Terret      |
| 2004  |                  |                  |                    |
| 2003  |                  |                  |                    |
| 2002  |                  |                  |                    |
| 2001  |                  |                  |                    |

## Compétitions internationales

### Championnat d'Europe
Le championnat d'Europe est organisé tous les deux ans depuis 2000. À partir de 2004, la discipline est reconnue par l'Association européenne de canoë qui prend alors en charge l'organisation des championnats.
| Année | Lieu        | Pays             | Médailles françaises                                                                       |
| ----- | ----------- | ---------------- | ------------------------------------------------------------------------------------------ |
| 2021  | France      | Vaires-sur-Marne | Tom Dollé (C1HS) Sébastien Devred (C1HS) Sébastien Devred (K1HS) Jean-Yves Moustrou (C1HS) |
| 2018  | Slovaquie   | Bratislava       | Marlène Devillez (K1DS) Sébastien Devred (K1HS) Tom Dollé (C1HS)                           |
| 2016  | Allemagne   | Plattling        | Sébastien Devred (K1HS) Tom Lay (C1HS)                                                     |
| 2014  | Slovaquie   | Bratislava       | Marlène Devillez (K1DS) Sébastien Devred (C1HS)                                            |
| 2012  | Autriche    | Lienz            | Marlène Devillez (K1DS) Sébastien Devred (K1HS)                                            |
| 2010  | Autriche    | Lienz            | Marlène Devillez (K1DS) Mathieu Dumoulin (K1HS)                                            |
| 2008  | Espagne     | Galice           | Mathieu Dumoulin (K1HS) Gaël Kernin (K1HS)                                                 |
| 2006  | Royaume-Uni | Nottingham       | Mathieu Dumoulin (K1HS)                                                                    |
| 2004  | Espagne     | Sort             | Marc Foltète (C1HS)                                                                        |
| 2002  | Suisse      | Thun             | Xavier Lacroix (C1HS)                                                                      |
| 2000  |             |                  |                                                                                            |

### Championnat du monde
Le championnat du monde est organisé tous les deux ans depuis 1991. À partir de 2007, le freestyle est reconnu par la Fédération internationale de canoë qui organise dès lors la compétition.
| Année | Pays             | Lieu         | Médailles françaises                                                                      |
| ----- | ---------------- | ------------ | ----------------------------------------------------------------------------------------- |
| 2023  | États-Unis       | Columbus     |                                                                                           |
| 2022  | Royaume-Uni      | Nottingham   |                                                                                           |
| 2019  | Espagne          | Sort         | Tom Dollé (C1HS) Jean-Yves Moustrou (OC1) Marlène Devillez (K1DS) Sébastien Devred (K1HS) |
| 2017  | Argentine        | San Juan     | Tom Dollé (K1HJ) Marlène Devillez (K1DS) Sébastien Devred (C1HS) Sébastien Devred (K1HS)  |
| 2015  | Canada           | Ottawa River | Mathieu Dumoulin (K1HS)                                                                   |
| 2013  | États-Unis       | Nantahala    | Thomas Richard (K1HJ)                                                                     |
| 2011  | Allemagne        | Plattling    |                                                                                           |
| 2009  | Suisse           | Thun         | Nouria Newman (K1DJ) Sébastien Devred (K1HJ)                                              |
| 2007  | Canada           | Ottawa River | Marc Girardin (C1HS) Nouria Newman (K1DJ)                                                 |
| 2005  | Australie        |              | Marc Foltete (C1HS) Marc Girardin (C1HS) Amélie Bruet (K1DJ)                              |
| 2003  | Autriche         | Graz         |                                                                                           |
| 2001  | Espagne          | Sort         |                                                                                           |
| 1999  | Nouvelle-Zélande |              | Cédric Courbis (C1HS)                                                                     |
| 1997  | Canada           | Ottawa River |                                                                                           |
| 1995  | Allemagne        | Augsbourg    |                                                                                           |
| 1993  | États-Unis       | Ocoee River  |                                                                                           |
| 1991  | Pays de Galles   | Bitches      |                                                                                           |